# Hagikaze (tàu khu trục Nhật)
Hagikaze (tiếng Nhật: 萩風) là một tàu khu trục hạng nhất của Hải quân Đế quốc Nhật Bản thuộc lớp Kagerō đã phục vụ tại Mặt trận Thái Bình Dương trong Chiến tranh Thế giới thứ hai.
Vào ngày 7 tháng 8 năm 1943, Hagikaze bị đánh chìm giữa Kolombangara và Vella Lavella trong khi diễn ra Trận chiến vịnh Vella, ở tọa độ 07°50′N 156°55′Đ / 7,833°N 156,917°Đ.
Hagikaze được rút khỏi danh sách Đăng bạ Hải quân vào ngày 15 tháng 10 năm 1943.